# Đại học Harvard
Viện Đại học Harvard (tiếng Anh: Harvard University), còn gọi là Đại học Harvard, là một viện đại học tư thục, thành viên của Liên đoàn Ivy nằm ở Cambridge, Massachusetts, Hoa Kỳ. Với lịch sử, tầm ảnh hưởng và danh tiếng của mình, Harvard là một trong những viện đại học danh tiếng nhất thế giới.
Được thành lập vào năm 1636 bởi Cơ quan Lập pháp Thuộc địa Vịnh Massachusetts và không lâu sau đó đặt theo tên của John Harvard - người đã hiến tặng của cải cho trường, Harvard là cơ sở học tập bậc cao lâu đời nhất Hoa Kỳ. Mặc dù chưa bao giờ có mối quan hệ chính thức với bất kỳ giáo phái nào, Trường Đại học Harvard (Harvard College, sau này là trường giáo dục bậc đại học của Viện Đại học Harvard) trong thời kỳ đầu chủ yếu đào tạo các mục sư Kháng Cách thuộc hệ phái Tự trị Giáo đoàn. Chương trình học và thành phần sinh viên của trường dần dần trở nên có tính chất thế tục trong thế kỷ XVIII, và đến thế kỷ XIX thì Harvard đã nổi lên như một cơ sở văn hóa chủ chốt của giới tinh hoa vùng Boston. Sau Nội chiến Hoa Kỳ, Charles W. Eliot trong nhiệm kỳ viện trưởng kéo dài nhiều năm của mình (từ 1869 đến 1909) đã chuyển đổi trường đại học này và các trường chuyên nghiệp liên kết với nó thành một viện đại học hiện đại. Harvard là thành viên sáng lập Hiệp hội Viện Đại học Bắc Mỹ vào năm 1900. James Bryant Conant lãnh đạo viện đại học này trong suốt thời kỳ Đại suy thoái và Chiến tranh thế giới thứ hai, sau chiến tranh bắt đầu cải cách chương trình học và mở rộng việc tuyển sinh. Trường Đại học Harvard trở thành cơ sở giáo dục dành cho cả nam lẫn nữ vào năm 1977 khi nó sáp nhập với Trường Đại học Radcliffe.
Viện Đại học Harvard được tổ chức thành 11 đơn vị học thuật - 10 phân khoa đại học và Viện Nghiên cứu Cao cấp Radcliffe - với các khuôn viên nằm rải rác khắp vùng đô thị Boston: khuôn viên chính rộng 209 mẫu Anh (85 ha) nằm ở thành phố Cambridge, cách Boston chừng 3 dặm (4,8 km) về phía tây bắc; Trường Kinh doanh và các cơ sở thể thao, bao gồm Sân vận động Harvard, nằm bên kia sông Charles ở khu Allston của Boston; còn Trường Y khoa, Trường Nha khoa và Trường Y tế Công cộng thì nằm ở Khu Y khoa Longwood. Trong số các tổng thống Hoa Kỳ, có tám người là cựu sinh viên Harvard; chừng 150 người được trao giải Nobel là sinh viên, giảng viên, hay nhân viên của viện đại học này. Ngoài ra, có 62 tỉ phú hiện đang còn sống và 335 Học giả Rhodes, hầu hết sống ở Hoa Kỳ, là cựu sinh viên Harvard. Thư viện Viện Đại học Harvard cũng là thư viện đại học lớn nhất ở Hoa Kỳ. Tính đến tháng 6 năm 2013, tổng số tiền hiến tặng mà Harvard có được là 32,3 tỷ đô-la, lớn hơn ở bất cứ cơ sở học thuật nào trên thế giới.

## Lịch sử

### Thời thuộc địa

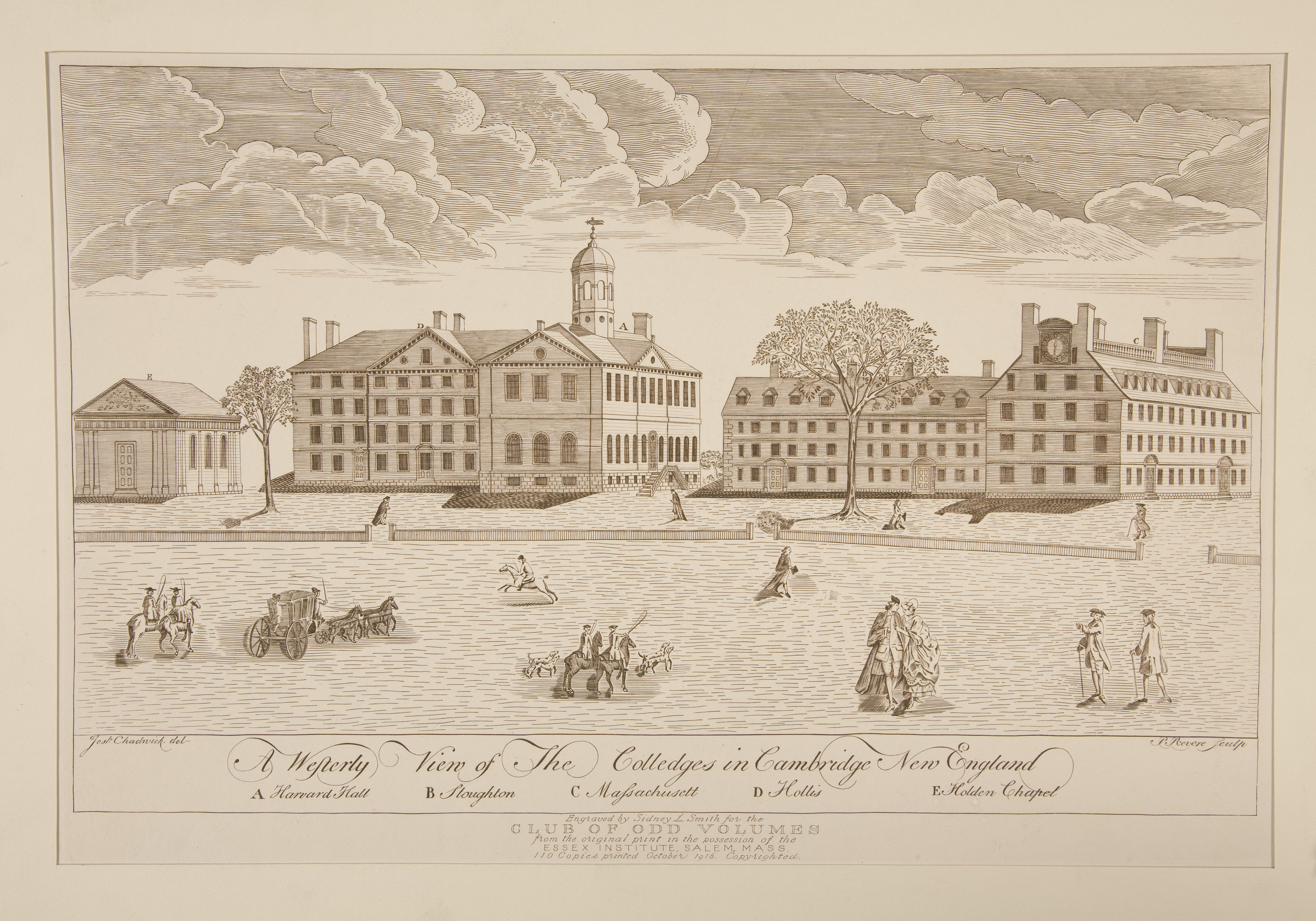
Bức phù điêu Trường Đại học Harvard của Paul Revere, năm 1767.

Harvard được thành lập vào năm 1636 theo sau cuộc bỏ phiếu của Cơ quan Lập pháp vùng Thuộc địa Vịnh Massachusetts. Ban đầu được gọi là New College hay "trường đại học ở New Towne". Năm 1638, trường đại học này trở thành nơi có chiếc máy in đầu tiên được biết là có mặt ở Bắc Mỹ, do con tàu John of London chở từ Anh sang. Năm 1639, trường được đổi tên thành Harvard College, theo tên mục sư John Harvard (1607-1638), một cựu sinh viên của Viện Đại học Cambridge ở Anh, người đã hiến tặng tài sản cho trường. John Harvard khi mất đã để lại cho trường 779 bảng Anh (một nửa gia sản của ông) và chừng 400 cuốn sách.
Trong những năm đầu của mình, Trường Đại học Harvard đã đào tạo nhiều mục sư Thanh giáo. Chương trình học của trường dựa theo mô hình viện đại học Anh - nhiều nhà lãnh đạo ở vùng thuộc địa này từng theo học ở Viện Đại học Cambridge - với các môn học cổ điển nhưng làm cho phù hợp với triết lý Thanh giáo thịnh hành lúc bấy giờ. Mặc dù chưa bao giờ thuộc bất kỳ giáo phái nào, nhiều sinh viên tốt nghiệp từ Harvard ra đã trở thành mục sư cho các nhà thờ theo phái Giáo đoàn Tự trị và phái Nhất thể ở khắp vùng New England. Một tập sách giới thiệu, xuất bản vào năm 1643, đã mô tả việc thành lập trường đại học này như là để đáp ứng lại mong muốn "thúc đẩy và làm sống mãi sự học, nếu không thì sợ rằng sẽ để lại những mục sư thất học cho nhà thờ".
Mục sư hàng đầu Boston bấy giờ là Increase Mather đã giữ chức hiệu trưởng từ năm 1685 đến 1701. Năm 1708, John Leverett trở thành hiệu trưởng đầu tiên không phải là người thuộc giới tăng lữ; đây là bước đánh dấu sự chuyển mình của Trường Đại học Harvard khiến nó trở nên độc lập về mặt trí thức khỏi ảnh hưởng của Thanh giáo.

### Thế kỷ XIX
Trong suốt thế kỷ XVIII, những ý tưởng của Thời kỳ Khai minh về sức mạnh của lý tính và ý chí tự do trở nên phổ biến trong giới mục sư theo Giáo đoàn Tự trị, khiến họ và giáo đoàn của họ ở trong thế căng thẳng với những nhóm theo thần học Calvin có quan điểm truyền thống hơn. Khi Giáo sư Thần học David Tappan qua đời vào năm 1803 và viện trưởng Harvard Joseph Willard qua đời một năm sau đó, năm 1804, một cuộc đấu tranh đã nỗ ra trong quá trình tìm người thay thế. Henry Ware được chọn vào vị trí giáo sư thần học vào năm 1805, và Samuel Webber - một người theo khuynh hướng tự do - được chỉ định làm viện trưởng hai năm sau đó, đánh dấu sự thay đổi từ thời kỳ những ý tưởng của chủ nghĩa truyền thống là chủ đạo ở Harvard sang thời kỳ những ý tưởng của chủ nghĩa tự do theo lối của Jacobus Arminius.

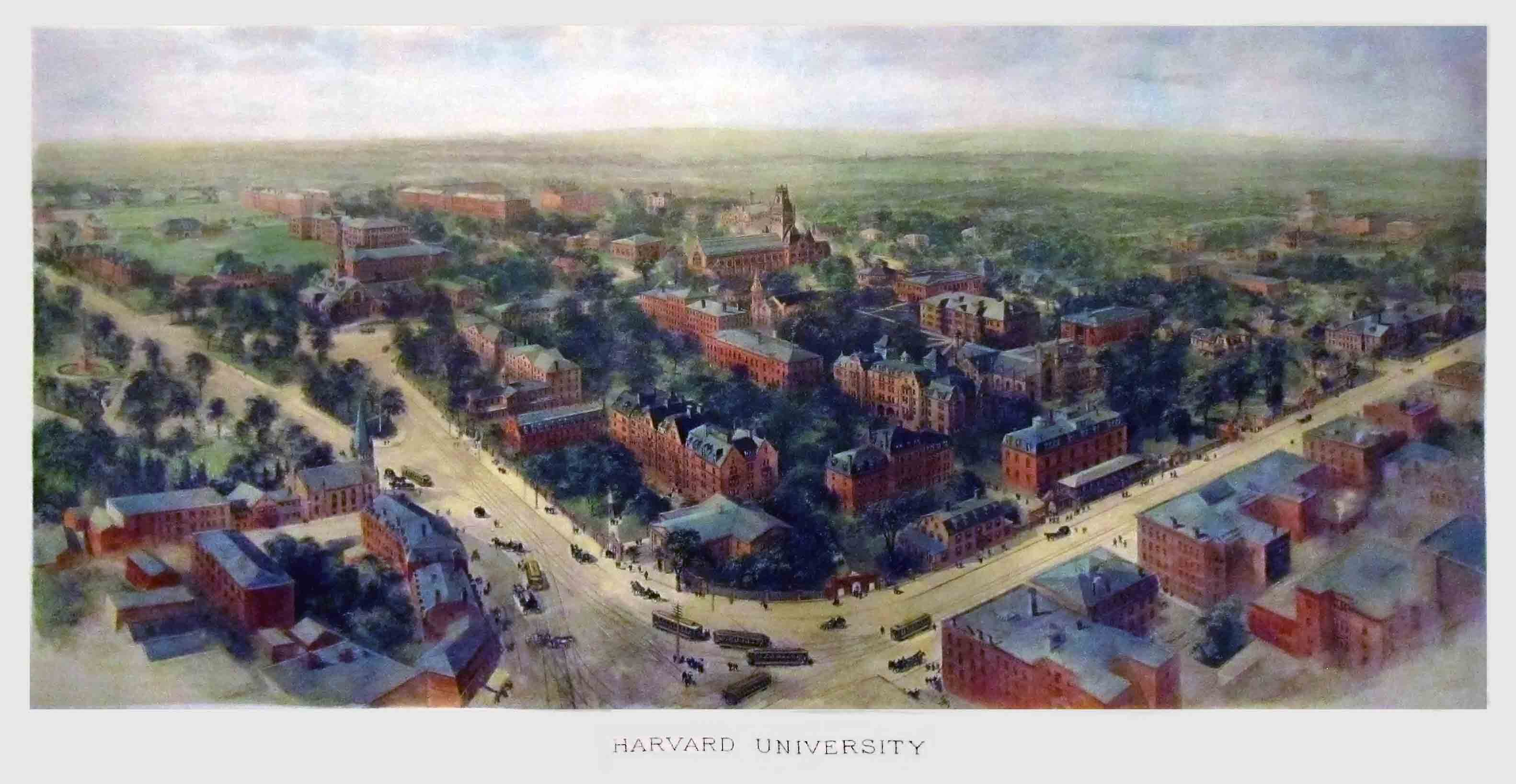
Bức tranh màu nước của Richard Rummell, năm 1906.

Năm 1846, những bài giảng về lịch sử tự nhiên của Louis Agassiz được chào đón nồng nhiệt ở New York lẫn trong khuôn viên Trường Đại học Harvard. Cách tiếp cận của Agassiz duy tâm theo một cách hoàn toàn khác và đã đặt cơ sở cho "sự tham gia vào Bản thể Thần tính" của người Mỹ và khả năng hiểu "những hiện thể tri thức". Cách nhìn của Agassiz về khoa học kết hợp quan sát với trực giác và giả định rằng người ta có thể nắm bắt được "kế hoạch thần thánh" trong tất cả các hiện tượng. Quan điểm lưỡng nguyên về tri thức này phù hợp với tư tưởng của chủ nghĩa hiện thực mang tính cảm quan kinh nghiệm bắt nguồn từ hai triết gia Scotland Thomas Reid và Dugald Stewart, người có tác phẩm được đưa vào chương trình học của Harvard vào thời ấy.
Charles W. Eliot, làm viện trưởng giai đoạn 1869–1909, đã loại trừ khỏi chương trình học vị trí được ưu ái của Ki-tô giáo trong khi cho phép sinh viên tự chủ động. Mặc dù Eliot là nhân vật chủ chốt nhất trong việc thế tục hóa nền giáo dục đại học Hoa Kỳ, ông hành động không phải vì mong muốn thế tục hóa giáo dục mà vì những niềm tin theo trường phái Nhất thể Tiên nghiệm (Transcendentalist Unitarian). Bắt nguồn từ William Ellery Channing và Ralph Waldo Emerson, những niềm tin này tập trung vào phẩm cách và giá trị của bản chất con người, quyền và khả năng của mỗi người trong việc tiếp nhận sự thật, và thần tính nằm trong mỗi người.

### Thế kỷ XX
Trong suốt thế kỷ XX, danh tiếng quốc tế của Harvard gia tăng khi những khoản tiền hiến tặng nhận được gia tăng và các giáo sư xuất sắc mở rộng phạm vi ảnh hưởng của viện đại học. Số sinh viên theo học cũng tăng lên khi các trường sau đại học mới được thiết lập và ngôi trường đại học dành cho việc giáo dục sinh viên bậc đại học được mở rộng. Trường Đại học Radcliffe, được thành lập vào năm 1879 như là một trường chị em với Trường Đại học Harvard, trở thành một trong những trường hàng đầu dành cho nữ giới ở Hoa Kỳ. Harvard trở thành thành viên sáng lập Hiệp hội Viện Đại học Bắc Mỹ vào năm 1900.
James Bryant Conant, giữ chức viện trưởng từ năm 1933 đến 1953, đã tạo sinh lực mới cho hoạt động học thuật sáng tạo và bảo đảm là nó có vị trí hàng đầu trong các cơ sở nghiên cứu. Conant xem giáo dục đại học như là nơi cung cấp cơ hội cho những người có tài thay vì là quyền của những người giàu, từ đó ông thay đổi các chương trình để nhận diện, thu hút, và hỗ trợ những người trẻ có tài. Năm 1943, ông yêu cầu tập thể giảng viên đưa ra lời phát biểu dứt khoát về việc giáo dục tổng quát phải như thế nào, cả ở bậc trung học lẫn đại học. Bản "Báo cáo" (Report) nhận được, xuất bản vào năm 1945, là một trong những tuyên ngôn có nhiều ảnh hưởng nhất trong lịch sử giáo dục Hoa Kỳ thế kỷ XX.

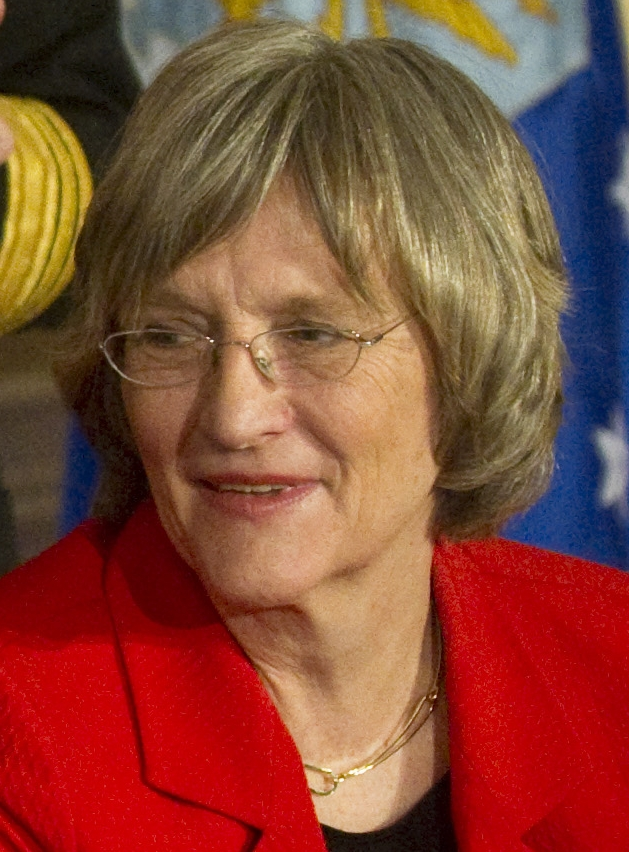
Drew Gilpin Faust, giữ chức viện trưởng từ năm 2007 đến năm 2018.

Trong giai đoạn 1945-1960, chính sách tuyển sinh được mở rộng để thu hút sinh viên từ nhiều hoàn cảnh khác nhau. Trường dành cho sinh viên bậc đại học nay thu hút sinh viên thuộc tầng lớp trung lưu từ các trường công lập, chứ không phải chỉ chủ yếu thu hút sinh viên từ một số trường dự bị đại học ở New England; có nhiều sinh viên Do Thái và Công giáo hơn được nhận, dù vẫn có ít sinh viên da đen, Hispanic, hay Á châu.
Sinh viên nữ vẫn học riêng ở Radcliffe, mặc dù ngày càng có nhiều người lấy các lớp học ở Harvard. Ngoài ra, thành phần sinh viên bậc đại học của Harvard vẫn chủ yếu là nam giới, cứ khoảng bốn nam sinh theo học Trường Đại học Harvard thì có một nữ sinh theo học Radcliffe. Theo sau việc Harvard và Radcliffe bắt đầu tuyển sinh chung vào năm 1977, thành phần nữ sinh viên bậc đại học tăng đều, phản ánh xu hướng chung của giáo dục đại học Hoa Kỳ. Các trường sau đại học của Harvard, vốn nhận sinh viên nữ và những nhóm sinh viên khác với số lượng lớn hơn, cũng đã trở nên có thành phần sinh viên đa dạng hơn trong thời kỳ sau Chiến tranh thế giới thứ hai. Năm 1999, Trường Đại học Radcliffe chính thức sáp nhập vào Viện Đại học Harvard và trở thành Viện Nghiên cứu Cao cấp Radcliffe.

### Thế kỷ XXI
Drew Gilpin Faust, Hiệu trưởng Trường Đại học Radcliffe, trở thành nữ viện trưởng đầu tiên của Harvard vào năm 2007. Bà được bổ nhiệm sau khi vị tiền nhiệm là Lawrence Summers từ chức vào năm 2006. Vào ngày 1 tháng 8 năm 2018, bà Faust nghỉ hưu và gia nhập Ban quản trị của tập đoàn Goldman Sachs; người kế nhiệm bà trên cương vị viện trưởng là ông Lawrence Bacow.
Khoảng 6,000 viên chức Harvard đã có nỗ lực thành lập công đoàn vào tháng 2 năm 2023.
Bà Claudine Gay, trưởng khoa của Phân khoa Khai phóng và Khoa học, được bổ nhiệm làm viện trưởng thứ 30 của Harvard vào ngày 1 tháng 7 năm 2023, sau khi ông Bacow đã nghỉ hưu vào tháng 6 cùng năm. Chỉ sáu tháng sau, vào tháng 1 năm 2024, bà Gay từ chức do các cáo buộc đạo văn và thái độ bài Do Thái. Người kế nhiệm bà là hiệu trưởng Alan Garber. Sau một thời gian được bổ nhiệm làm viện trưởng lâm thời, ông Garber chính thức được bổ nhiệm làm viện trưởng cho đến hết năm học 2026-27 vào tháng 8 năm 2024.
Vào tháng 4 năm 2025, chính phủ liên bang Hoa Kỳ dưới quyền Tổng thống Donald Trump đe dọa sẽ phong tỏa số tiền tài trợ chính phủ lên đến gần 9 tỉ USD nếu Harvard không sửa đổi các chính sách theo yêu cầu của chính phủ. Lời đe dọa này là một phần của một cuộc tranh chấp lớn về quyền tự chủ của các trường đại học sau các cuộc biểu tình của sinh viên nhằm phản đối cuộc chiến tranh tại Dải Gaza; Đại học Colombia cũng đã gặp phải các yêu cầu tương tự như Harvard. Ban lãnh đạo của Viện Đại học đã chống lại các yêu cầu của chính phủ, cho rằng chính phủ đang vượt quá thẩm quyền của mình một cách bất hợp pháp.Sau đó, Bộ Giáo dục Hoa Kỳ công bố sẽ đóng băng 2.3 tỉ USD tài trợ cho Harvard.  Bộ An ninh Nội địa Hoa Kỳ cũng đe dọa sẽ rút quyền cho phép du học sinh theo học của Harvard. Harvard đáp trả bằng cách đệ đơn kiện chính quyền Trump tại Tòa án Quận Massachusetts, cho rằng động thái đóng bằng tiền tài trợ là vi hiến.
Vào tháng 5 năm 2025, Bộ trưởng Bộ Giáo dục Linda McMahon thông báo cho viện trưởng Garber rằng chính phủ liên bang sẽ dừng toàn bộ tài trợ cho đến khi Harvard tuân theo các yêu cầu của chính quyền Trump. Chính quyền Trump phong tỏa thêm 450 triệu USD tài trợ ngay trong tuần sau đó.
Vào ngày 22 tháng 5 năm 2025, Bộ trưởng Bộ An ninh Nội địa Kristi Noem thông báo rằng chứng nhận SEVP (Student and Exchange Visitor Program) của Harvard đã bị rút, và trường không được phép cho du học sinh theo học nữa. Để đáp trả lại động thái này, Thẩm phán Tòa án Quận Hoa Kỳ Jeffery White ra lệnh cấm không cho phép chính quyền Trump rút trạng thái cư trú hợp pháp của du học sinh tại các trường đại học ở Hoa Kỳ.

## Học thuật

### Cơ cấu viện đại học

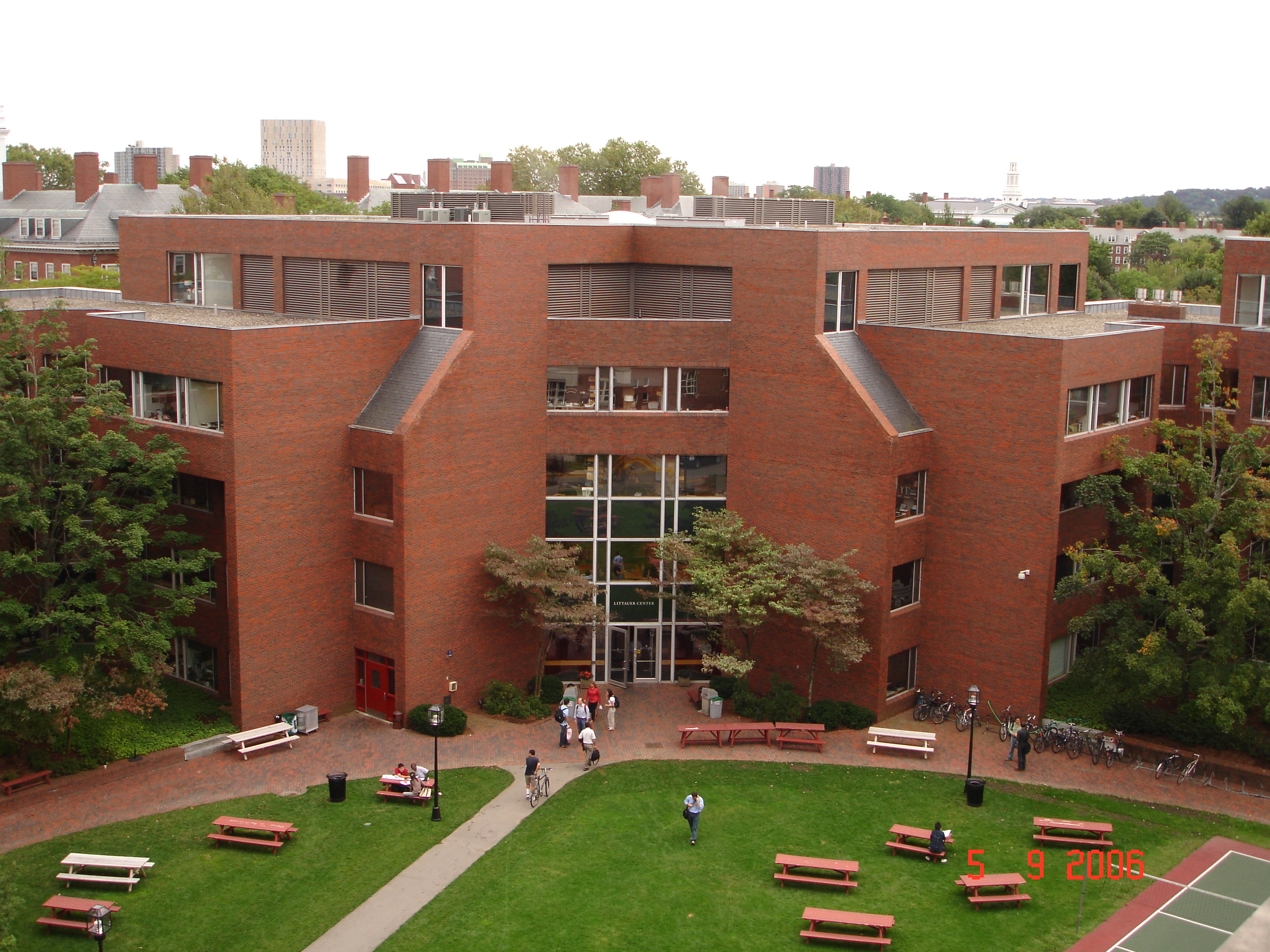
Tòa nhà Littauer, Trường Quản lý Nhà nước John F. Kennedy.

Viện Đại học Harvard hiện có các phân khoa đại học sau đây:
- Phân khoa Khai phóng và Khoa học (Faculty of Arts and Sciences), chịu trách nhiệm về hoạt động giáo dục ở
  - Trường Đại học Harvard (Harvard College, thành lập năm 1636), đào tạo sinh viên trong các chương trình bậc đại học.
  - Trường Sau đại học về Khai phóng và Khoa học (Graduate School of Arts and Sciences, 1872).
  - Trường Kỹ thuật và Khoa học Ứng dụng (Harvard School of Engineering and Applied Sciences, 2007; thành lập từ 1950 và đã có nhiều tên gọi khác nhau).
  - Phân khoa Giáo dục Thường xuyên (Harvard Division of Continuing Education), bao gồm Trường Harvard Mùa hè (Harvard Summer School, 1871) và Trường Harvard Mở rộng (Harvard Extension School, 1910).
- Trường Y khoa (Harvard Medical School, 1782)
- Trường Thần học (Harvard Divinity School, 1816)
- Trường Luật (Harvard Law School, 1817)
- Trường Nha khoa (Harvard School of Dental Medicine, 1867)
- Trường Kinh doanh (Harvard Business School, 1908)
- Trường Sau đại học về Thiết kế (Harvard Graduate School of Design, 1914)
- Trường Sau đại học về Giáo dục (Harvard Graduate School of Education, 1920)
- Trường Sức khoẻ Công cộng (Harvard School of Public Health, 1922)
- Trường Quản lý Nhà nước John F. Kennedy (John F. Kennedy School of Government, 1936)

Ngoài ra còn có Viện Nghiên cứu Cao cấp Radcliffe (Radcliffe Institute for Advanced Study).

### Thư viện và viện bảo tàng

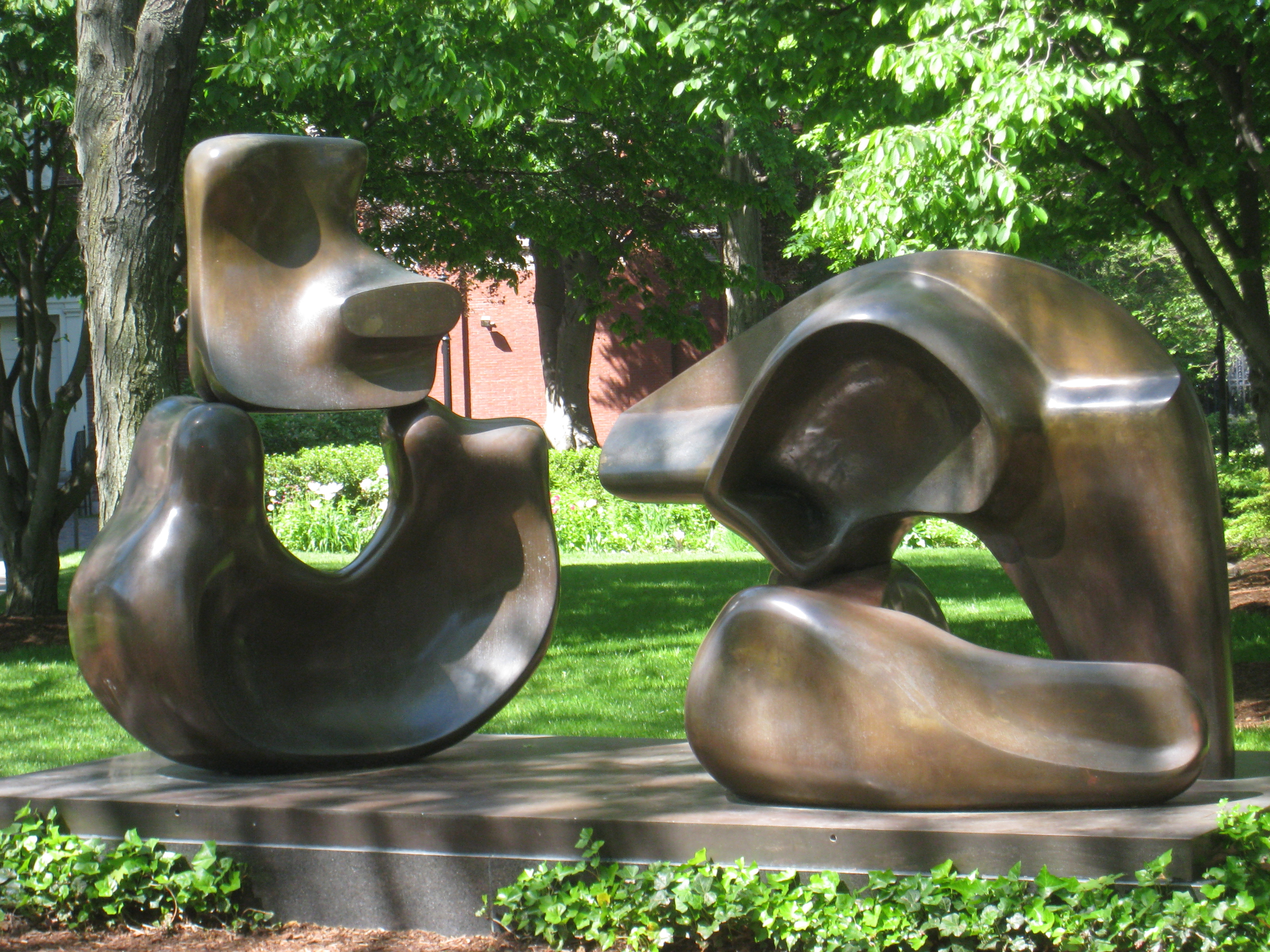
Một tác phẩm điêu khắc của Henry Moore gần Thư viện Lamont.

Hệ thống Thư viện Viện Đại học Harvard, trung tâm là Thư viện Widener ở khu Harvard Yard, có hơn 80 thư viện riêng lẻ chứa hơn 15 triệu tài liệu. Theo Hiệp hội Thư viện Hoa Kỳ thì đây là thư viện đại học lớn nhất Hoa Kỳ và là một trong những thư viện lớn nhất thế giới. Thư viện Khoa học Cabot, Thư viện Lamont, và Thư viện Widener là ba trong số các thư viện được sinh viên bậc đại học ưa thích nhất do dễ tiếp cận và ở vào vị trí thuận lợi. Trong hệ thống thư viện của Harvard có những sách hiếm, bản thảo, và các bộ sưu tập đặc biệt; Thư viện Houghton, Thư viện Lịch sử Phụ nữ Arthur và Elizabeth Schesinger, và Văn khố Viện Đại học Harvard là nơi chủ yếu lưu giữ các tài liệu quý hiếm ít đâu có. Bộ sưu tập tài liệu ngôn ngữ Đông Á lớn nhất bên ngoài Đông Á được lưu trữ tại Thư viện Harvard-Yenching.

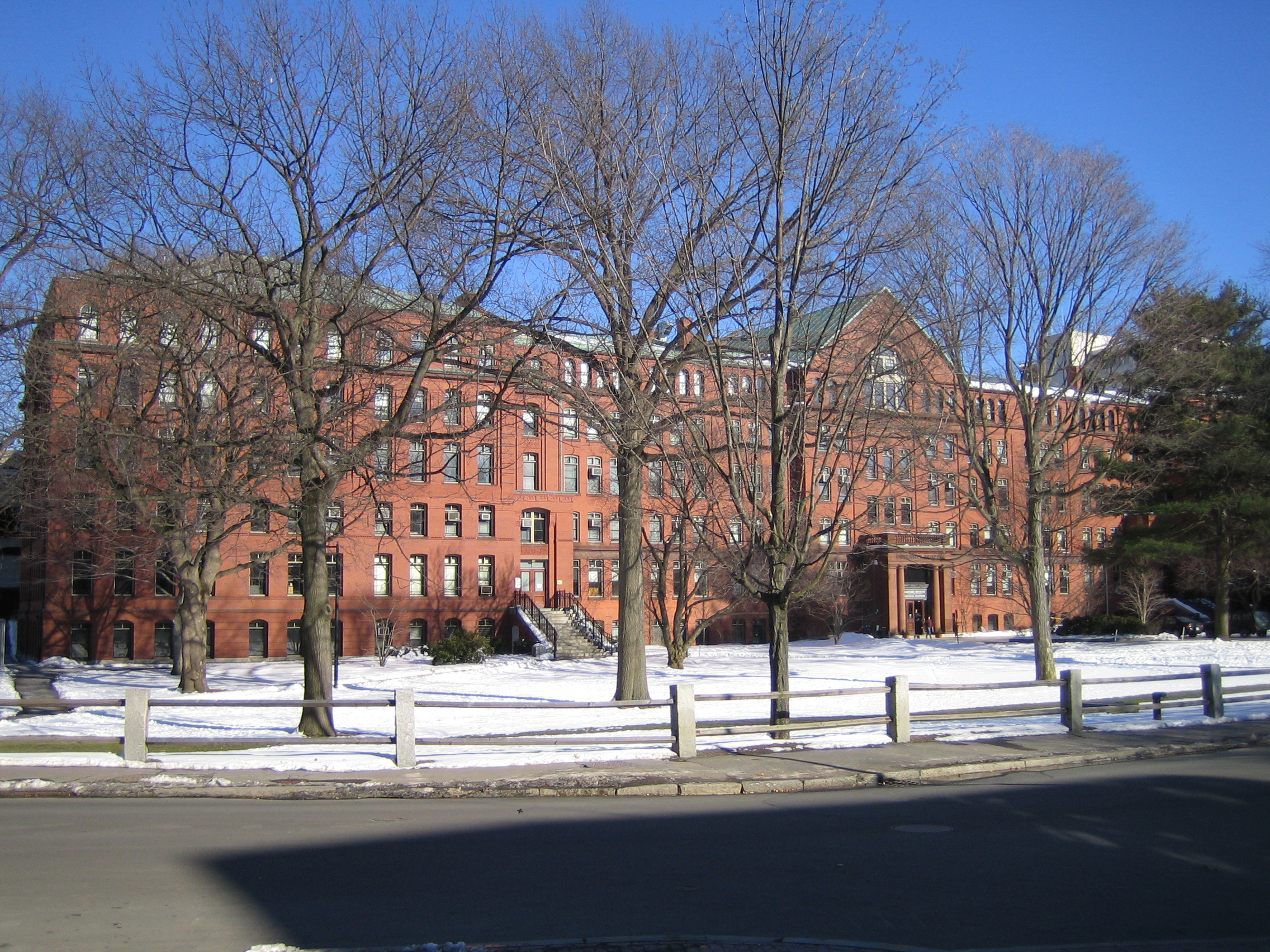
Viện Bảo tàng Lịch sử Tự nhiên Harvard

Harvard điều hành một số viện bảo tàng nghệ thuật, văn hóa, và khoa học. Hệ thống Viện Bảo tàng Nghệ thuật Harvard có ba viện bảo tàng. Viện Bảo tàng Arthur M. Sackler có các bộ sưu tập nghệ thuật cổ, châu Á, Hồi giáo, và Ấn Đô thời kỳ sau; Viện Bảo tàng Busch-Reisinger trưng bày nghệ thuật Trung Âu và Bắc Âu; còn Viện Bảo tàng Fogg thì trưng bày nghệ thuật Tây phương từ thời Trung cổ đến thời hiện tại, nhấn mạnh đến nghệ thuật Ý thời kỳ đầu Phục hưng, nghệ thuật Anh thời tiền-Raphael, và nghệ thuật Pháp thế kỷ XIX. Viện Bảo tàng Lịch sử Tự nhiên Harvard bao gồm Viện Bảo tàng Khoáng chất Harvard, Viện Bảo tàng Thực vật Harvard, và Viện Bảo tàng Động vật Đối chiếu. Những viện bảo tàng khác bao gồm Trung tâm Nghệ thuật Thị giác Carpenter, do Le Corbusier thiết kế, Viện Bảo tàng Khảo cổ và Nhân học Peabody chuyên về lịch sử văn hóa và văn minh Tây Bán cầu, và Viện Bảo tàng Semitic trưng bày các hiện vật khai quật được ở Trung Đông.

### Nhân sự và thành phần sinh viên
Harvard có hai cơ quan quản trị là Board of Overseers (Hội đồng Quản trị) và President and Fellows of Harvard College (còn gọi là Harvard Corporation). Hai cơ quan này có thẩm quyền bổ nhiệm Viện trưởng Viện Đại học Harvard. Viện trưởng đương nhiệm là Drew Gilpin Faust. Hiện Harvard có chừng 16.000 giảng viên và nhân viên, trong số đó có chừng 2.400 giảng viên.
Trong sáu năm vừa qua, tổng số sinh viên Harvard nằm trong khoảng từ 19.000 đến 21.000. Harvard có 6.655 sinh viên trong các chương trình bậc đại học, 3.738 sinh viên trong các chương trình sau đại học, và 10.722 sinh viên trong các chương trình chuyên nghiệp sau đại học. Sinh viên nữ chiếm 51%, 48%, và 49% trong tổng số sinh viên bậc đại học, sau đại học, và chuyên nghiệp.
Trường Đại học Harvard nhận 27.500 đơn xin vào học khóa tốt nghiệp vào năm 2013, 2.175 được nhận (chiếm 8%), và 1.658 theo học (76%). 95% sinh viên năm nhất từng nằm trong 10 sinh viên đứng đầu khóa ở trường trung học. 88% sinh viên tốt nghiệp trong vòng 4 năm, 98% tốt nghiệp trong vòng 6 năm. Đối với khóa sẽ tốt nghiệp đại học vào năm 2017, Trường Đại học Harvard chỉ nhận có 5.8% trong số các ứng viên nộp đơn.

## Khuôn viên

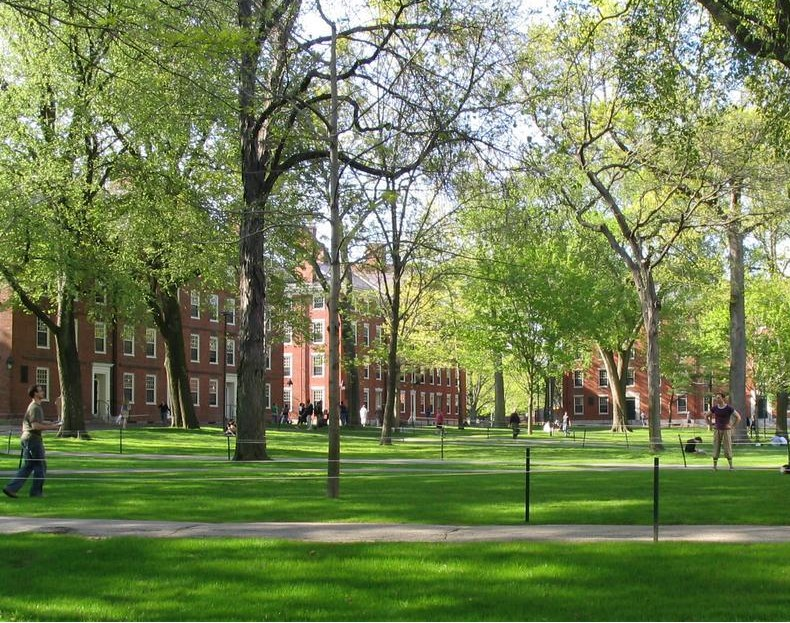
Harvard Yard

Khuôn viên chính của Harvard rộng 209 mẫu Anh (85 ha), trung tâm là Harvard Yard ở thành phố Cambridge, nằm cách khu trung tâm thành phố Boston chừng 3 dặm (4,8 km) về phía tây-tây bắc, và mở rộng ra khu Quảng trường Harvard ở chung quanh. Khu Harvard Yard có các tòa nhà hành chính và những thư viện chính của viện đại học, các khu học tập bao gồm Sever Hall và University Hall, Nhà thờ Memorial, và phần lớn các cư xá dành cho sinh viên năm nhất. Các sinh viên năm hai, ba, và tư sống trong 12 khu nhà nội trú; chín trong số này nằm ở phía nam Harvard Yard, dọc theo hoặc gần sông Charles, ba khu nhà còn lại vốn trước đây dành cho sinh viên Trường Đại học Radcliffe nằm trong khu dân cư cách Harvard Yard chừng nửa dặm về phía tây bắc ở khu Tứ giác (Quadrangle).
Trường Kinh doanh Harvard và nhiều trong số những cơ sở thể thao của viện đại học, bao gồm Sân vận động Harvard, nằm trong một khuôn viên rộng 358 mẫu Anh (145 ha) nằm ở khu Allston, đối diện với Cambridge bên kia sông. Cầu John W. Weeks là cầu đi bộ bắc qua sông Charles, kết nối hai khuôn viên. Trường Y khoa Harvard, Trường Nha khoa Harvard, và Trường Y tế Công cộng nằm ở một khuôn viên rộng 21 mẫu Anh (8,5 ha) ở Khu Học thuật và Y khoa Longwood, cách trung tâm Boston chừng 3,3 dặm (5,3 km) về phía tây nam và cách khuôn viên chính ở Cambridge chừng 3,3 dặm (5,3 km) về phía nam.
Ngoài những khuôn viên chính ở Cambridge, Allston, và Longwood, Harvard còn sở hữu và điều hành Vườn Bách thảo Arnold (Arnold Arboretum), ở khu Jamaica Plain của Boston; Trung tâm Lưu trữ và Thư viện Nghiên cứu Dumbarton Oaks (Dumbarton Oaks Research Library and Collection) ở Washington, D.C.; Rừng Harvard ở Petersham, Massachusetts; Trạm Thực nghiệm Concord (Concord Field Station) ở Estabrook Woods, Concord, Massachusetts và trung tâm nghiên cứu Villa I Tatti ở Florence, Ý. Harvard cũng điều hành Trung tâm Harvard Thượng Hải ở Trung Quốc.

## Thể thao

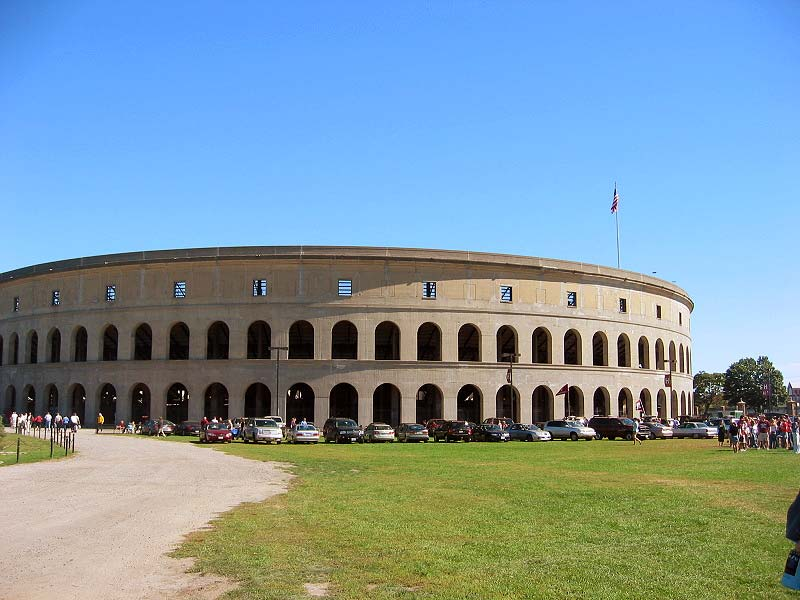
Sân vận động Harvard

Tại Harvard có các cơ sở thể thao như Lavietes Pavillion, một vận động trường đa năng và là sân nhà của các đội bóng rổ của Harvard. Trung tâm Thể thao Malkin (MAC) vừa là tiện nghi thể dục thể thao phục vụ sinh viên của trường vừa là cơ sở vệ tinh cho các cuộc thi đấu liên trường. Tòa nhà năm tầng của MAC có hai phòng tim mạch, một hồ bơi tiêu chuẩn Olympic, một hồ bơi nhỏ cho môn thể dục nhịp điệu dưới nước và các môn khác, một tầng lửng dành cho các lớp học suốt cả ngày, một phòng tập xe đạp trong nhà, ba phòng tập thể hình, và ba sân tập thể dục có thể sử dụng để chơi bóng rổ. MAC cũng cung cấp dịch vụ huấn luyện cá nhân và các lớp học đặc biệt. MAC là sân nhà của các đội bóng chuyền, đấu kiếm, và wrestling của Harvard.
Weld Boathouse và Newell Boathouse là địa điểm tập luyện của các đội chèo thuyền nam và nữ. Đội chèo thuyền nam cũng sử dụng khu phức hợp Red Top ở Ledyard, Connecticut làm trại huấn luyện cho Harvard-Yale Regatta, cuộc đua thuyền hằng năm giữa Harvard và Yale khởi đầu từ năm 1852. Trung tâm Hockey Bright là sân nhà của các đội hockey của Harvard, còn Trung tâm Murr dành cho các đội quần vợt và bóng quần (squash), và là trung tâm chăm sóc sức khỏe cho vận động viên tất cả các môn thi đấu.
Đến năm 2006, Harvard có 41 đội thi đấu trong Bảng 1 liên trường (đại học), đứng đầu danh sách các đại học thuộc Bảng 1 của Hiệp hội Thể thao Đại học Quốc gia (NCCA).
Đối thủ của Harvard là Yale, tất cả các cuộc tranh tài giữa hai trường này đều quyết liệt, cao điểm là các cuộc thi đấu bóng bầu dục mùa thu mỗi năm, khởi đầu từ năm 1875, trở nên nổi tiếng đến nỗi khi nhắc đến nó người ta chỉ đơn giảin gọi là "trận đấu". Dù không còn được xem là đội bóng số một như một thế kỷ trước đây (từng đoạt giải Rose Bowle năm 1920), Harvard và Yale đã ảnh hưởng đáng kể trên phong cách thi đấu của giải.
Lâu đời hơn giải Rose Bowl đến 23 năm là Harvard-Yale Regatta, các cuộc thi đấu giữa Harvard và Yale đều bắt nguồn từ giải này. Cuộc đua thuyền Harvard-Yale Regatta tổ chức hằng năm vào tháng Sáu trên sông Thames phía đông tiểu bang Connecticut. Đội Harvard được xếp vào một trong các đội chèo thuyền hàng đầu của quốc gia. Trong các môn thể thao khác, các đội thi đấu của Harvard cũng ở trong nhóm đầu như môn hockey trên băng (đối thủ chính là Cornell), bóng quần, mới đây Harvard giành các danh hiệu vô địch môn đấu kiếm nam và nữ của NCAA. Harvard cũng giành ngôi vô địch của Hiệp hội Đua thuyền Liên Đại học năm 2003.

## Cựu sinh viên

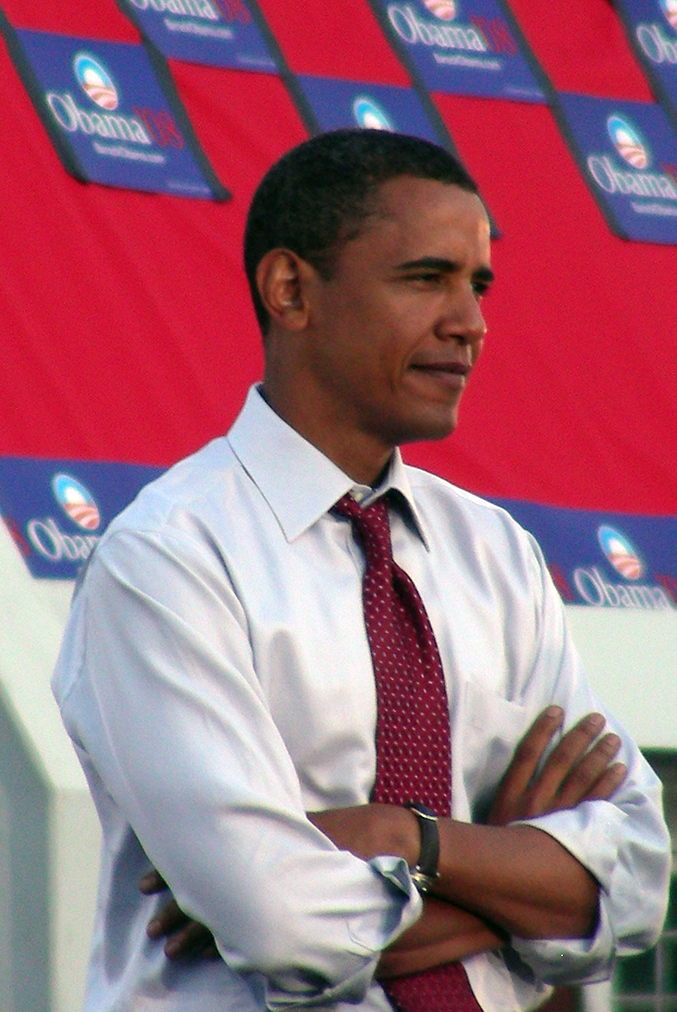
Cựu tổng thống Hoa Kỳ Barack Obama, cựu sinh viên Trường Harvard
('91).

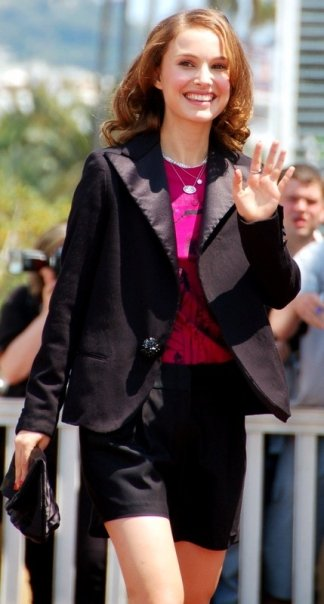
Diễn viên Natalie Portman, cựu sinh viên Harvard ('03).

Trong số những nhân vật nổi tiếng nhất từng theo học ở Harvard có những chính khách Hoa Kỳ như John Hancock, John Adams, John Quincy Adams, Rutherford B. Hayes, Theodore Roosevelt, Franklin Roosevelt, tổng thống thứ 35 của Hoa Kỳ John F. Kennedy, Al Gore, tổng thống thứ 43 của Hoa Kỳ George W. Bush, tổng thống thứ 44 của Hoa Kỳ Barack Obama và phu nhân Michelle Obama, toàn quyền Canada David Lloyd Johnston, các thủ tướng Canada Mackenzie King và Pierre Trudeau; các doanh nhân và nhà từ thiện Aga Khan IV và Bill Gates; nhà từ thiện Huntington Hartford; các tổng thống Mexico Felipe Calderón, Carlos Salinas de Gortari và Miguel de la Madrid, tổng thống Chile Sebastián Piñera, tổng thống Colombia Juan Manuel Santos, tổng thống Costa Rica José María Figueres, tổng thống Đài Loan Mã Anh Cửu, thủ tướng Singapore Lý Hiển Long, thủ tướng Israel Benjamin Netanyahu và chủ tịch Tối cao Pháp viện Israeli Aharon Barak, tổng thống Peru Alejandro Toledo, thủ tướng Albania Fan S. Noli, tổng thư ký Liên Hợp Quốc Ban Ki-moon; triết gia Henry David Thoreau, các nhà văn Ralph Waldo Emerson và William S. Burroughs, nhà giáo dục Harlan Hanson, nhà thơ Wallace Stevens, T. S. Eliot và E. E. Cummings; chỉ huy dàn nhạc Leonard Bernstein, danh cầm violon Yo Yo Ma, danh hài Conan O'Brien; các diễn viên Fred Gwynne, Jack Lemmon, Natalie Portman, Mira Sorvino, Ashley Judd, Tatyana Ali, Elisabeth Shue, Rashida Jones, Scottie Thompson, Hill Harper, Matt Damon và Tommy Lee Jones; đạo diễn Darren Aronofsky, Mira Nair, Whit Stillman, và Terrence Malick; kiến trúc sư Philip Johnson; các nhạc sĩ Rivers Cuomo, Tom Morello, và Gram Parsons; nhà soạn nhạc Ryan Leslie, người sáng lập Facebook Mark Zuckerberg, nhà lập trình Richard Stallman, danh thủ bóng bầu dục Ryan Fitzpatrick, danh thủ bóng rổ Jeremy Lin và lãnh tụ dân quyền W. E. B. Du Bois.

## Trong văn học nghệ thuật
Nhờ có vị trí trung tâm trong giới tinh hoa nước Mỹ, Harvard thường được chọn làm bối cảnh cho nhiều tác phẩm văn học, kịch nghệ, điện ảnh cũng như trong các lĩnh vực văn hóa khác.
Love Story (Chuyện tình), xuất bản năm 1970, của Erich Segal, cựu sinh viên Harvard và là giáo sư môn văn chương cổ điển ở Yale, viết về mối tình lãng mạn giữa một sinh viên luật Harvard con nhà dòng dõi (do Ryan O’Neal thủ diễn) với một nữ sinh viên âm nhạc vào Radcliffe nhờ học bổng (Ali MacGraw). Cả cuốn tiểu thuyết và cuốn phim đều thấm đẫm những hình ảnh thơ mộng của Cambridge. Trong những năm gần đây, ở Harvard vẫn có lệ mỗi năm cho chiếu phim Love Story vào dịp đón tiếp tân sinh viên. Các tác phẩm khác của Erich Segal như The Class (1985) và Doctors (1988) cũng có các nhân vật chính là sinh viên Harvard.

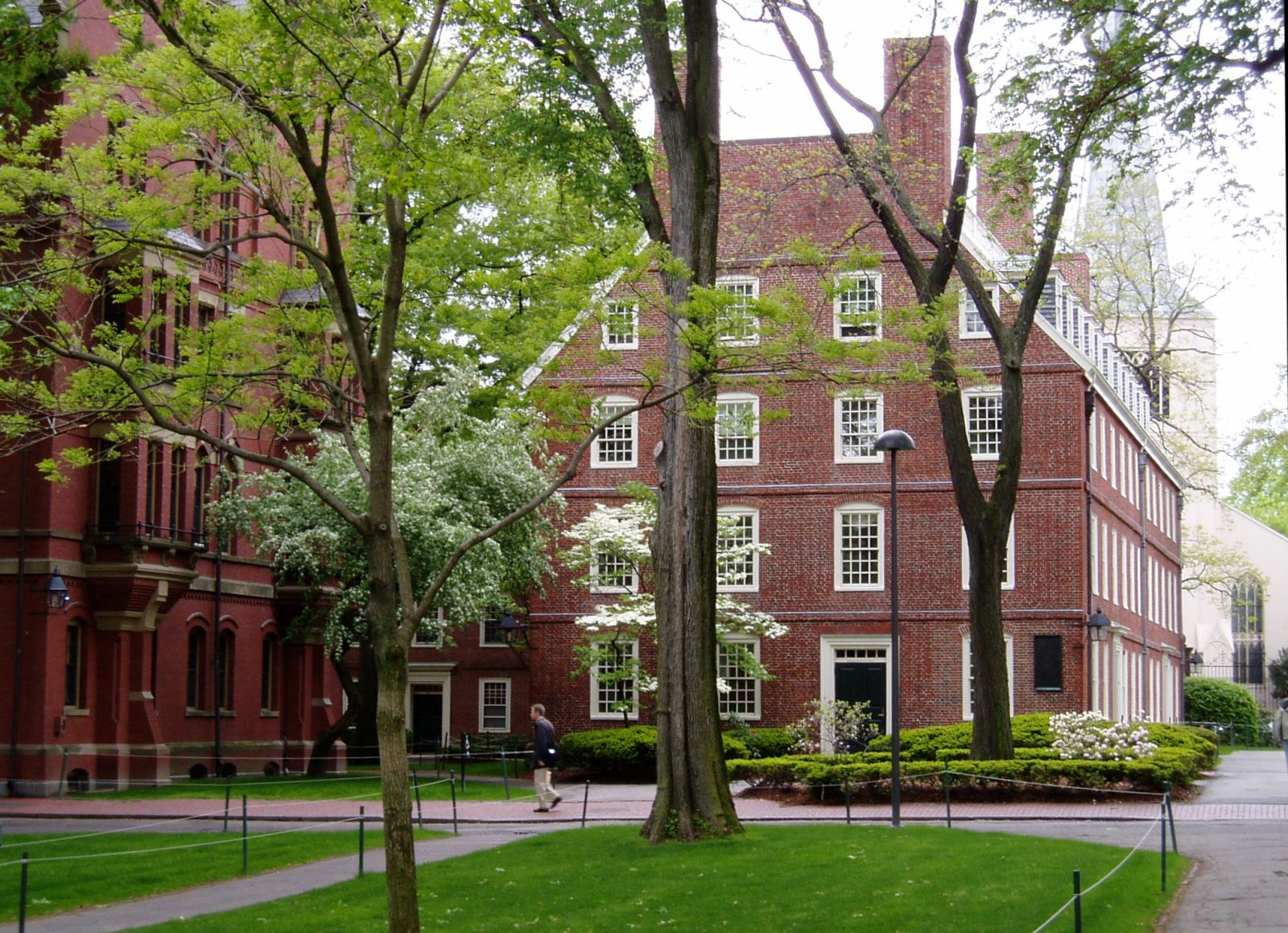
Tòa nhà Massachusetts.

Harvard cũng xuất hiện trong nhiều xuất phẩm điện ảnh ở Mỹ như Stealing Harvard, Legally Blonde, Gilmore Girls, Queer as Folk, The Firm, The Paper Chase, Good Will Hunting, With Honors, How High, Soul Man, 21, và Harvard Man. Kể từ lúc Love Story được dựng thành phim với bối cảnh Harvard thập niên 1960 cho đến phim The Great Debaters thực hiện năm 2007, Harvard không cho phép quay phim bên trong các tòa nhà; hầu hết các cảnh quay đều thực hiện tại những địa điểm có khung cảnh giống Harvard như ở Toronto, hoặc các viện đại học như UCLA, Trường Đại học Wheaton, hay Viện Đại học Bridgewater State, mặc dù cảnh quan ngoài trời và các cảnh quay từ trên cao khuôn viên Harvard ở Cambridge vẫn thường được sử dụng. Phim Legally Blonde có những cảnh quay trước Thư viện Widener của Harvard nhưng không chịu sử dụng sinh viên Harvard làm diễn viên quần chúng vì trang phục của họ trông "không giống Harvard". Cảnh quay lễ tốt nghiệp trong phim With Honors thực hiện tại trước Thính phòng Foellinger của UIUC.
Nhiều cuốn tiểu thuyết lấy bối cảnh Harvard hoặc có các nhân vật chính liên quan đến Harvard. Robert Langdon, nhân vật chính trong các tác phẩm The Da Vinci Code (Mật mã Da vinci) và Angels and Demons của Dan Brown được miêu tả là "giáo sư môn nghệ thuật biểu trưng" (mặc dù "nghệ thuật biểu trưng" – symbolgoy - không phải là tên chính xác của bất kỳ môn học nào). Pamela Thomas-Graham, nhân vật chính trong một bộ tiểu thuyết trinh thám (Blue Blood, Orange Crushed, và A Darker Shade of Crimson) là một giáo sư Harvard người Mỹ gốc Phi. Trong số các tiểu thuyết nổi tiếng có nhân vật chính là sinh viên Harvard phải kể đến cuốn The Sound and the Fury (Âm thanh và Cuồng nộ) của William Faulkner, và Prozac Nation của Elizabeth Wurtzel. Cựu nhân viên CIA Wyman Ford trong Tyrannosaur và Blasphemy của Douglas Preston cũng là cựu sinh viên Harvard.
Cũng mượn khung cảnh Harvard là loạt phim truyền hình rất được ưa thích của Hàn Quốc Love Story in Harvard ("Chuyện tình Harvard", đã chiếu ở Việt Nam), thực hiện những cảnh quay ở Viện Đại học Nam California.

## Những nhận xét về Harvard

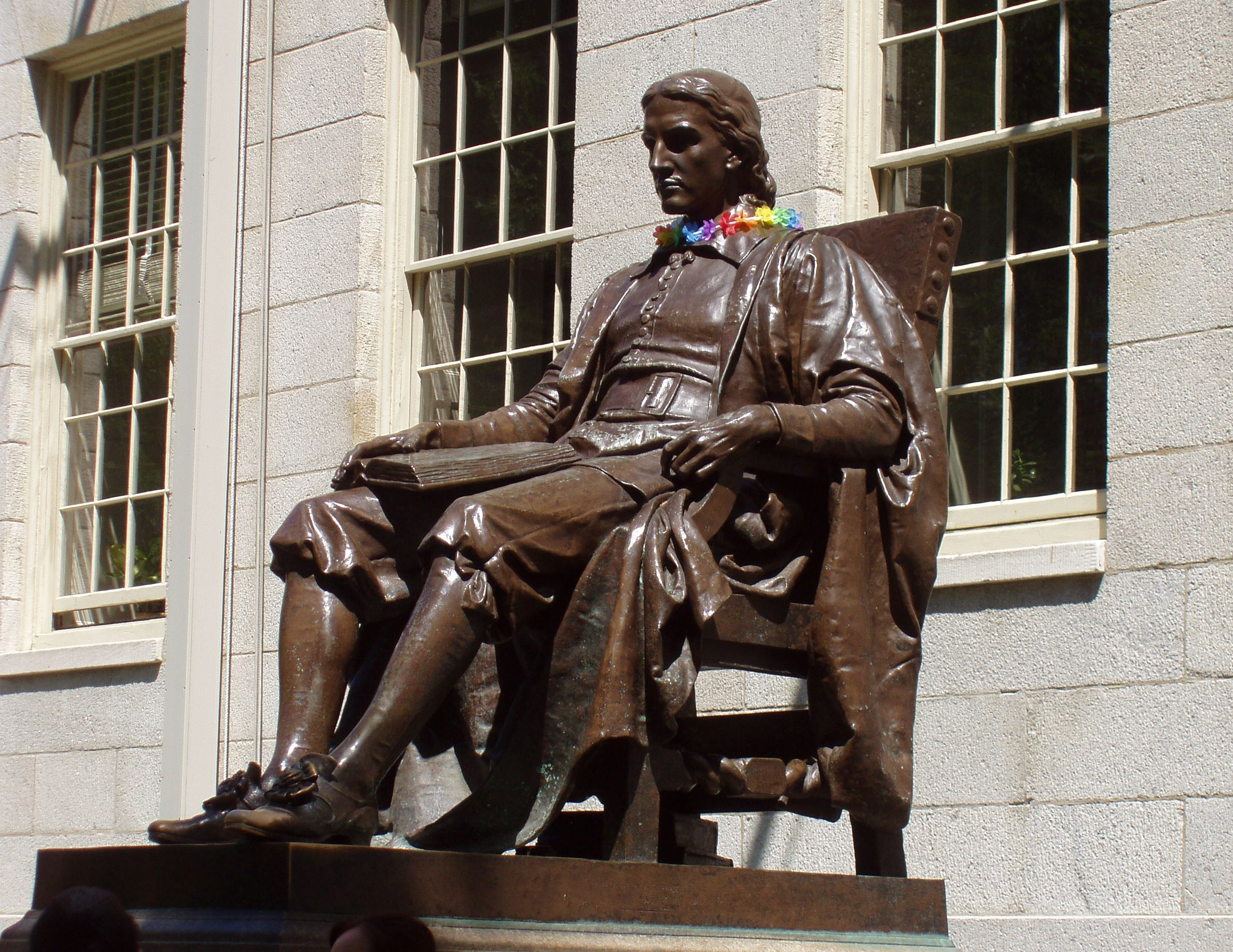
Tượng John Harvard, ở Harvard Yard

Năm 1893, sách hướng dẫn của Baedeker gọi Harvard là "học viện lâu đời nhất, giàu nhất, và nổi tiếng nhất ở Mỹ." Hai chi tiết đầu đến nay vẫn còn chính xác; nhưng chi tiết thứ ba thì đang bị tranh cãi. Đến năm 2007, Harvard vẫn đứng đầu trong tất cả bảng xếp hạng các viện đại học trên thế giới của THES-QS University Rankings, và Academic Ranking of World Universities. Năm 2007, tờ U.S. News & World Report cũng xếp Harvard đầu bảng "các viện đại học trong nước".
Tuy nhiên, Harvard cũng là mục tiêu của không ít chỉ trích, bị phê phán về tình trạng "lạm phát điểm số" giống các cơ sở giáo dục đại học khác. Sau những chỉ trích từ các phương tiện truyền thông, Harvard hạn chế hạng danh dự từ 90% trong năm 2004 xuống còn 60% năm 2005, và tỏ ra chọn lọc hơn khi chỉ ban tặng các danh hiệu danh dự "John Harvard Scholar" cho nhóm 5% sinh viên đứng đầu lớp và "Harvard College Scholar" cho nhóm 5% kế cận – với điểm trung bình tối thiểu là 3.8. Quỹ Carnegie Thúc đẩy Hoạt động Giảng dạy, tờ The New York Times, và một số sinh viên lên tiếng chỉ trích Harvard đã phụ thuộc vào các trợ giảng trong một số môn học trong chương trình cử nhân; theo họ, điều này sẽ ảnh hưởng xấu đến chất lượng đào tạo. Một bài viết đăng trên tờ New York Times cho thấy tình trạng này cũng phổ biến tại một số viện đại học thuộc Liên đoàn Ivy.
Tờ Globe cho đăng kết quả khảo sát của Consortium on Financing Higher Education (COFHE) đối với 31 viện đại học hàng đầu, trình bày những vấn đề như tính sẵn sàng của ban giảng huấn, chất lượng giảng dạy, chất lượng tham vấn, đời sống xã hội ở trường học, và tình cảm cộng đồng kể từ năm 1994. Tờ Harvard Crimson cũng đưa ra những phê phán tương tự. Theo trích dẫn của Harvard Crimson, Hiệu trưởng Trường Đại học Harvard là Benedict Gross tỏ ra quan tâm đến các vấn đề COFHE đã nêu, và hứa sẽ cải thiện tình hình. Cựu viện trưởng Viện Đại học Harvard là Larry Summer nhận xét, "Tôi nghĩ vấn đề quan trọng duy nhất là mối quan hệ giữa ban giảng huấn và sinh viên, chúng ta đã để quá nhiều sinh viên cao học tham gia giảng dạy. Các lớp học quá đông đến nỗi giảng viên không biết tên sinh viên. Ít người có cơ hội trải nghiệm phương pháp học tập tích cực như vào phòng thí nghiệm, thảo luận trong lớp, đối thoại tại các hội nghị chuyên đề, hoặc làm việc theo nhóm trong văn khố."